# متنوعة جنكلية
متنوعة جنكلية (الاسم العلمي: Variovorax ginsengisoli) هي نوع من البكتيريا، سلبية الغرام، تتبع جنس الملتهمة متغيرة.